# Ahmad Alikaj
Ahmad Alikaj (en arabe : أحمد عليكاج), né le 5 juin 1991 à Alep, est un judoka syrien.

## Biographie
Il participe à plusieurs compétitions de rangs internationales mais n'arrive jamais à bien se classer.

### Jeux olympiques
Alikaj participe aux Jeux olympiques d'été de 2020 à Tokyo, au Japon, qui se déroulent en 2021 en raison de la crise sanitaire due à la Covid-19. D'origine syrienne, il ne représente pas son pays mais l'équipe olympique des réfugiés aux Jeux olympiques d'été de 2020 avec l'Allemagne comme comité nationale olympique hôte car il est réfugié et réside à Hambourg. Le lundi 26 juillet 2021, il est éliminé en soixante-quatrième de finale pour la catégorie des hommes de moins de 73 kg face au tadjik Somon Makhmadbekov ; il est classé 33e.